# 1887 au Canada
Pour un article plus général, voir Chronologie du Canada.
Cet article traite des événements qui se sont produits durant l'année 1887 au Canada.

## Événements
- 3 mai : explosion dans une mine de charbon à Nanaimo en Colombie-Britannique tuant 148 mineurs.

### Politique

Élection fédérale de 1887 au Canada

- 25 janvier : le conservateur Louis-Olivier Taillon, Premier ministre du Québec.

- 29 janvier : le libéral Honoré Mercier, Premier ministre du Québec. Mise en place de son gouvernement

- 22 février : élection fédérale canadienne de 1887. John A. Macdonald (conservateur) est réélu pour la troisième fois aux élections fédérales.

- 1er avril : Alexander Edmund Batson Davie devient premier ministre de la Colombie-Britannique remplaçant William Smithe décédé durant son mandat.

- 13 avril : ouverture de la 6e législature du Canada.

- 7 juin : Wilfrid Laurier devient chef du Parti libéral du Canada.

- 26 décembre : David Howard Harrison devient premier ministre du Manitoba, remplaçant John Norquay.

### Justice
- George Burbidge est le premier juge nommé à la nouvelle cour de l'échiquier.

### Sport
- Première saison de l'Association de hockey amateur du Canada. Les Crystals de Montréal remportent la compétition contre les Victorias de Montréal.

### Économie
- Ouverture de l'Université McMaster à Hamilton, Ontario.

### Science
- Expédition de George Mercer Dawson au Yukon. Il établit des relevés cartographiques de la région.

### Culture
- Lancement du journal L'Évangéline desservant la population acadienne.
- La Légende d’un peuple de Louis-Honoré Fréchette.

### Religion
- La construction de la Basilique Sainte-Anne de Varennes est complétée.

## Naissances
- 21 janvier : Georges Vézina, gardien de but au hockey sur glace professionnel.
- 20 février : Vincent Massey, Gouverneur Général.
- 25 février : Andrew McNaughton, général de l'armée canadienne.
- 21 mai : James Gladstone, politicien amérindien.
- 8 octobre : Huntley Gordon, acteur.
- 31 octobre : Hector Pellerin, chanteur.
- Newsy Lalonde, joueur de hockey.
- 20 décembre : Walter Russell Shaw, premier ministre de l'Île-du-Prince-Édouard.

## Décès
- 28 mars : William Smithe, premier ministre de la Colombie-Britannique alors qu'il était en fonction.
- 8 mai : William Young, premier ministre de la Nouvelle-Écosse.
- 25 juin : Matthew Crooks Cameron, chef du Parti conservateur de l'Ontario.
- 18 août : John Palliser, explorateur.
- 12 octobre : William Annand, premier ministre de la Nouvelle-Écosse.